# Julieta Díaz
Julieta Solange Díaz Núñez (Recoleta, 9 de setembro de 1977) é uma modelo e atriz argentina.